# Gowrie Junction
Gowrie Junction is een plaats in de Australische deelstaat Queensland en telt 1216 inwoners (2006).